# Yinghuo-1
Yinghuo-1 – chińska sonda marsjańska, której misja była realizowana we współpracy z rosyjską agencją kosmiczną. Sonda miała zostać przetransportowana na orbitę wokółmarsjańską przez rosyjską sondę Fobos-Grunt. Z powodu awarii po starcie, Fobos-Grunt wraz Yinghuo-1 pozostały na niskiej orbicie wokółziemskiej i 15 stycznia 2012 roku spłonęły w atmosferze Ziemi.

## Cele misji
Głównym zadaniem misji Yinghuo-1 miało być przeprowadzenie badań środowiska kosmicznego w otoczeniu Marsa, a w szczególności:
- zbadanie pola magnetycznego Marsa,
- zbadanie oddziaływania pomiędzy jego jonosferą a wiatrem słonecznym.

## Konstrukcja sondy
Kadłub sondy miał kształt prostopadłościanu o wymiarach 0,75 m długości i szerokości oraz 0,65 m wysokości. W trakcie misji marsjańskiej sonda miała być zasilana z dwóch paneli baterii słonecznych o całkowitej rozpiętości 6,85 m, które były w stanie wygenerować maksymalną moc około 180 W (średnio 90 W).
Łączność z sondą miała być utrzymywana za pomocą anteny wysokiego zysku o średnicy 0,95 m oraz za pomocą anteny niskiego zysku. Nadajnik o mocy 12 W umożliwiał przekaz danych (na częstotliwościach 8,4 and 7,17 GHz) z prędkością do 16 kb/s (antena wysokiego zysku) lub z prędkością 80 bitów na sekundę (antena niskiego zysku).
Orientacja przestrzenna sondy miała być utrzymywana w trybie trójosiowym tak, aby panele słoneczne były przez cały czas zwrócone w kierunku Słońca.
Całkowita masa sondy w chwili startu wynosiła 115 kg.

## Plan misji
27 marca 2007 roku zawarto porozumienie o współpracy pomiędzy Chińską Narodową Agencją Kosmiczną a agencją Roskosmos, które obejmowało m.in. wystrzelenie Yinghuo-1 przez rosyjską rakietę nośną, wraz z sondą Fobos-Grunt. Po wspólnej 11-miesięcznej podróży, obydwie sondy miały w październiku 2012 roku wejść na orbitę Marsa, a następnie się rozdzielić, aby kontynuować swoje własne misje. Yinghuo-1 miał pozostać na orbicie o rozmiarach około 800 km × 80 000 km, nachyleniu od 1° do 5° i okresie orbitalnym około 72 h.

## Rzeczywisty przebieg misji
- 8 listopada 2011 – start rakiety Zenit-2 z sondami Fobos-Grunt i Yinghuo-1 z kosmodromu Bajkonur. Fobos-Grunt nie wykonał zaplanowanych odpaleń silnika członu napędowego, co uniemożliwiło opuszczenie orbity okołoziemskiej.
- 15 stycznia 2012 – wejście w atmosferę ziemską i zniszczenie obydwu sond.